# Lars Norén
Lars Norén (9. května 1944, Stockholm, Švédsko – 26. ledna 2021, Stockholm, Švédsko) byl švédský básník a dramatik, který je považován za nejvýznamnějšího švédského dramatika druhé poloviny 20. století. Jeho hry většinou poukazují na traumatické vztahy v rodině případně na sociální problémy. Často byl přirovnáván k Augustu Strindbergovi a to hlavně proto, že pro jeho díla jsou charakteristické obnažené emoce a intenzivní konflikty.

## Život
Lars Norén se narodil ve Stockholmu. V dětství se s rodiči přestěhoval do města Genarp v Skåne, kde jeho otec získal zaměstnání v hotelu. Tento hotel se později stal dějištěm několika Norénových her. V 15. letech se vrátil zpátky do Stockholmu, kde v roce 1962 pracoval jako asistent režiséra Bengta Ekorta při inscenaci v Královském dramatickém divadle. Později zde působil zde také jako režisér a byly zde hrány jeho hry.
 Po roce 1999 působil jako umělecký šéf divadla Riksteatern, ale v roce 2007 odstoupil. Roku 2009 přijal post uměleckého vedoucího v divadle Folkteatern v Göteborgu. Tuto funkci vykonával do roku 2012, kdy kvůli zdravotním problémům odstoupil.

## Tvorba

### Poezie
Norén začínal v 19. letech lyrickým dílem Šeříky, sníh (Syrener, snö, 1963). V nich se soustředil na dvě hlavní témata: démonický sex a intenzivní pocity spojené se smrtí. Úspěch zaznamenaly sbírky Encyklopedie (Encyklopedi, 1966) a Stupor (1968). Dalšími díly byly Denní a noční básně (Dagliga och nattliga dikter, 1973), Deník srpen – říjen 1975 (Dagbok augusti – oktober 1975, 1976) a Noční práce (Nattarbete, 1976). Tyto díla obsahují lyriku psanou ve stylu deníkových zápisků. Norénovu básnickou tvorbu ovlivnil především Paul Celan a do jisté míry také Friedrich Hölderlin, Simone Weilová a Joseph Beuys.

### Drama
Po smrti matky na počátku 80. let začal psát dramata. V tomto období psal komorní hry inspirované americkou dramatikou 20. století (E. Albee, E. O´Neill). Zachytil v nich odvrácenou tvář rodinného života. Dramata z této doby jsou Orestes (Orestes, 1980) a Odvaha zemřít (Modet att döda, 1980). Norén se těmito díly inspiroval zážitky ze svého života. Psaní dramatu mu zároveň sloužilo jako vnitřní sebereflexe. Jako dramatika ho proslavil cyklus Noc je matkou dne (Natten är dagens mor, 1983), Chaos je sousedem Boha (Kaos är granne med Gud, 1983) a Klid (Stillheten, 1986)
V letech 1989–1995 vyšlo jeho 14 her ve čtyřech svazcích pod názvem Mrtvé hry (De döda pjäserna). Dílo Mrtvé hry začíná postrádat přehlednost, často nemá víc než jeden akt a podobá se skice. Norén se v dílech věnoval lidem, kteří jsou nějakým způsobem vytlačeni ze společnosti: například rumunští emigranti v Americe ve hře Rumuni (Rumäner, 1994) nebo duševně nemocní z psychiatrických léčeben ve hrách Jakýsi Hádes (En sorts Hades, 1994) a Klinika (Kliniken, 1994). Psal o jedincích ovládaných pudy, vnitřním chaosem, kteří neuměli překonat propast mezi ideálem a realitou, snem a rozumem.
V roce 1998 napsal hru Sedm Tři (Sju Tre), jejíž název odkazuje na §7.3 týkající se zločinců se zvýšeným rizikem útěku nebo recidivy. Pracoval s vězni souzenými za nacismus a rasismus, navštěvoval je a trávil s nimi svůj čas. Výsledkem byla čtyřhodinová hra, jejíž text vycházel z autentických rozhovorů vězňů. Tři vězni hrající sami sebe byli vedeni profesionálním hercem, který jim kladl otázky o jejich životě a snažil se je přimět, aby soudili své vlastní zločiny. Kritici Noréna odsoudili především kvůli morální stránce hry, čemuž pomohlo také setření hranice mezi fikcí a realitou. Inscenace byla hraná i mimo vězení. Po skončení dvacáté páté reprízy ve městě Halunda využil Tony Olsson (mezi skiny velmi populární) propustky z vězení a s několika komplici přepadl banku ve městě Kisa. Při útěku byli zastřeleni dva policisté. Později se ukázalo, že loupež byla detailně připravená. Po incodentu se proti Norénovi zvedla vlna ostré kritiky. O šest let později byl o představení natočen film Divadelní zkoušky (Repetitioner) a Norénovi se tak dostalo rehabilitace.
Tématu zraněných, zraňujících lidí a složitých mezilidských vztahů se věnoval i ve svých nejnovějších hrách napsaných po roce 2000. Dramata Podzim (Tristano), Detaily (Detaljer), Zimní úschova (Vinterförvaring) z trilogie Klidná hladina (Stilla vatten, 2000), Tichá hudba (Tyst musik, 2001), Chlad (Kyla, 2002) se vracejí k rodinným kvartetům a tematizují výhradně stárnutí a smrt. Tyto hry byly charakteristické strohými replikami a emočně drásavými momenty – Norén se zde inspiroval stylem norského dramatika Jona Fosseho, jehož přeložil do švédštiny.
Zemřel 26. ledna 2021 na komplikace spojené s covidem-19.